# Internationaux de Strasbourg 2002
L'Internationaux de Strasbourg 2002 è stato un torneo di tennis giocato sulla terra rossa. È stata la 16ª edizione del Internationaux de Strasbourg, che fa parte della categoria Tier III nell'ambito del WTA Tour 2002. Si è giocato al Centre Sportif de Hautepierre di Strasburgo in Francia, dal 20 al 26 maggio 2002.

## Campionesse

### Singolare
Silvia Farina Elia ha battuto in finale  Jelena Dokić con il punteggio di 6–4, 3–6, 6–3

### Doppio
Jennifer Hopkins / Jelena Kostanić Tošić hanno battuto in finale  Caroline Dhenin /  Maja Matevžič con il punteggio di 0–6, 6–4, 6–4